# Rhododendron wumingense
Rhododendron wumingense är en ljungväxtart som beskrevs av Wen Pei Fang. Rhododendron wumingense ingår i släktet rododendron, och familjen ljungväxter. Inga underarter finns listade i Catalogue of Life.